# ECT

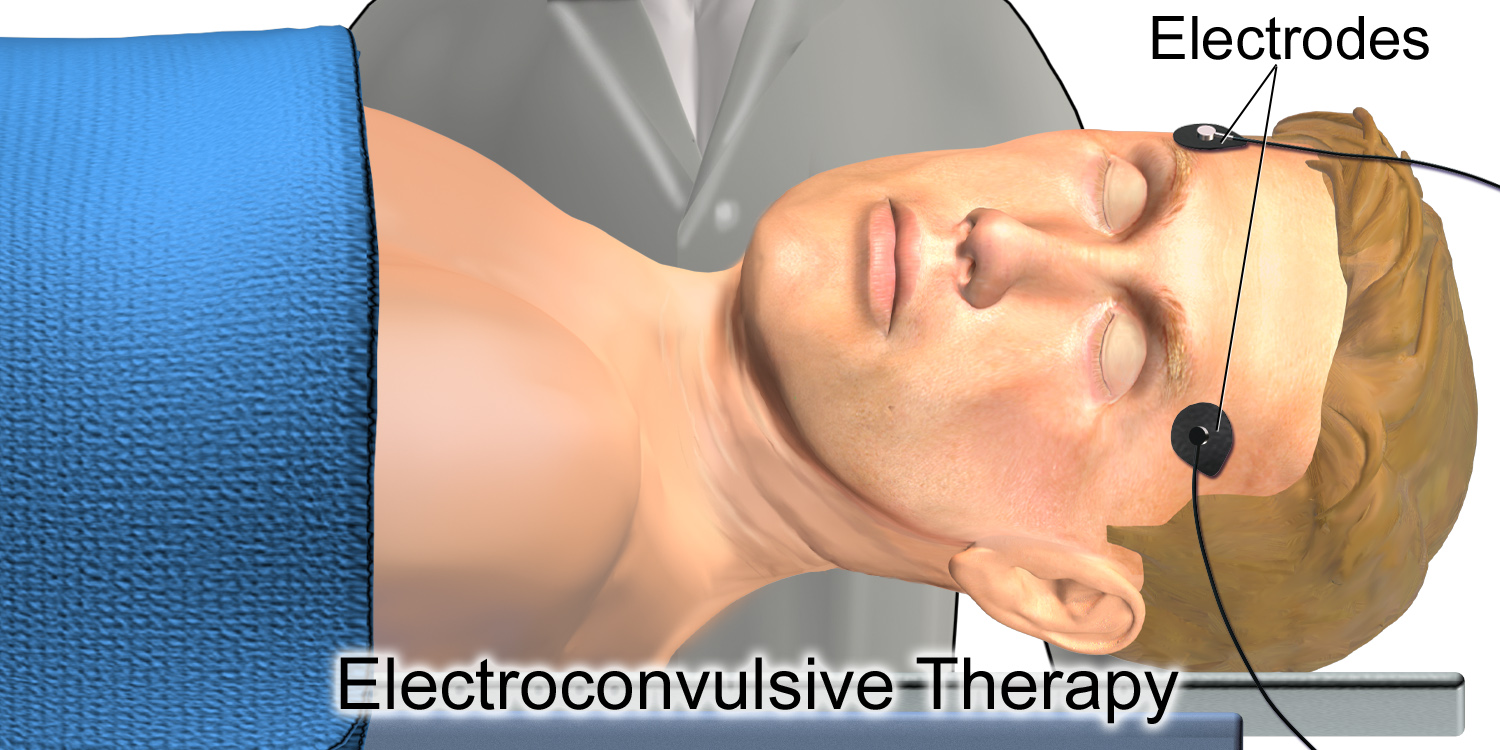
Illustration som visar elektrodernas placering vid bilateral ECT-behandling.

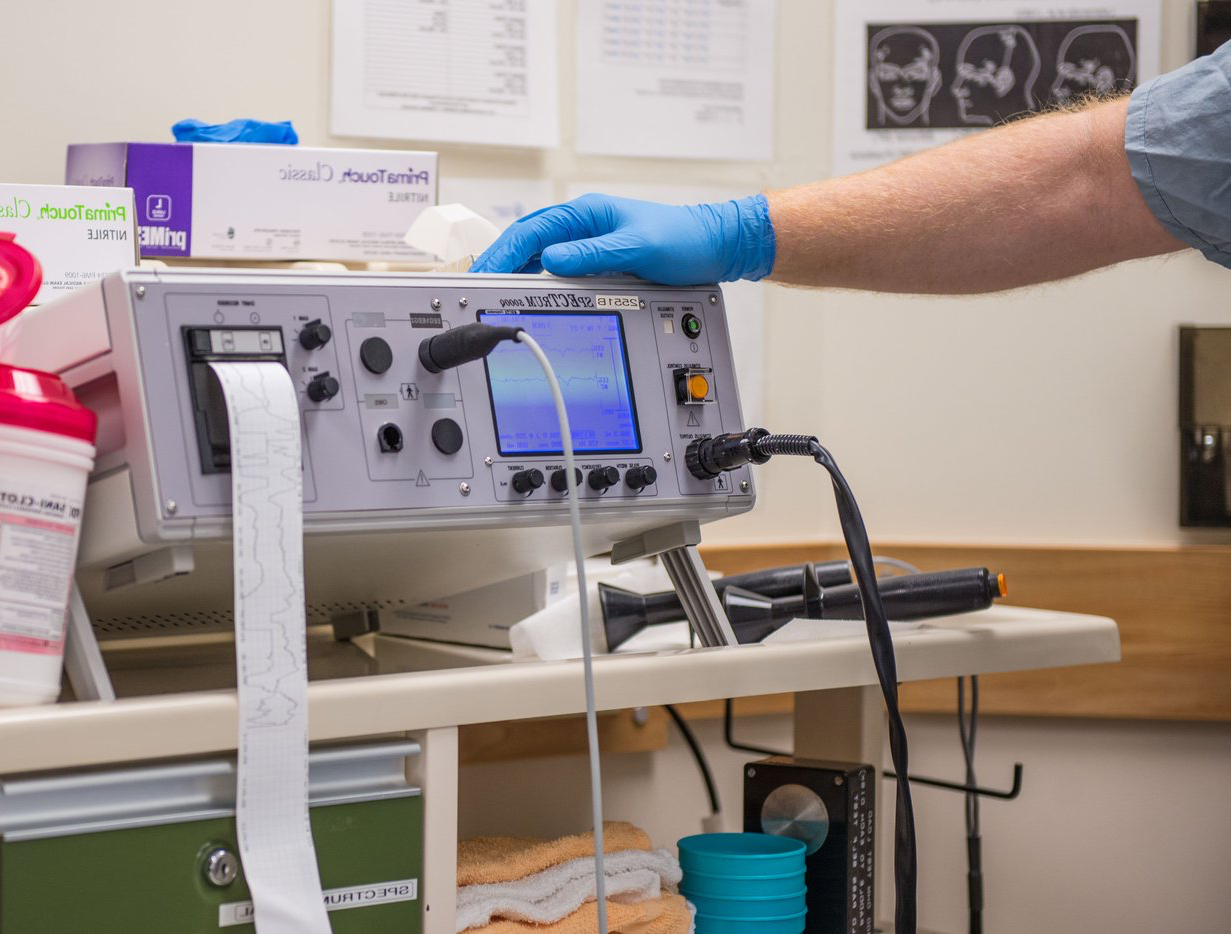
MECTA spECTrum 5000Q med inbyggd EEG.

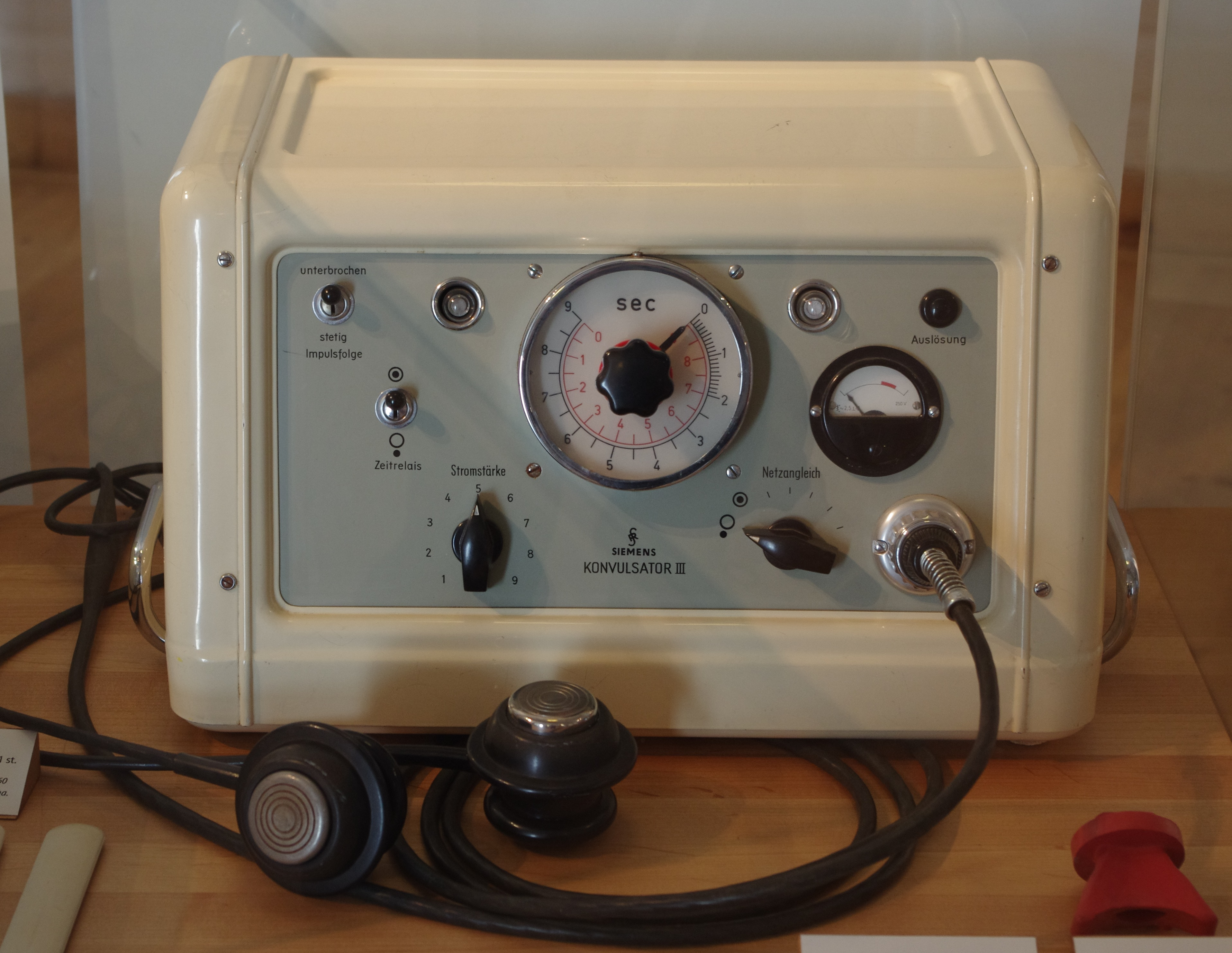
Siemens Konvulsator III från omkring 1960.

ECT, engelska electroconvulsive therapy, elektrokonvulsiv behandling, elektrokonvulsiv terapi, även benämnd elbehandling, är en psykiatrisk behandlingsform, vid vilken epileptisk aktivitet i hjärnan framkallas genom elektrisk stimulering. ECT används framförallt vid djupa depressioner, i synnerhet hämningsdepressioner, depressioner med psykotiska symptom eller då självmordsrisken bedöms som stor. ECT används även vid det som kallas behandlingsresistent depression, det vill säga där annan behandling inte lyckats häva depressionen. 
Utöver depressionsbehandling är ECT rekommenderat som akut behandling för svår postpartumpsykos och katatoni. Det betyder att ECT inom psykiatrisk vård fungerar som ett behandlingsalternativ vid allvarliga och ibland livshotande sjukdomstillstånd. Kritiker, som ibland benämns antipsykiatriska, har kritiserat ECT utifrån olika infallsvinklar.
Dagens ECT har sitt ursprung i de behandlingar som företogs av de två italienska neurologerna Ugo Cerletti och Lucio Bini år 1938.

## Behandlingen
Patienten ska vara fastande från midnatt dagen före behandlingen. Patientens blodtryck och puls kontrolleras och en infartskanyl sätts i armvecket eller på handens ovansida. I behandlingsrummet fästs EKG- och EEG-elektroder på patienten; hjärt- och hjärnverksamhet kontrolleras under behandlingen gång. Behandlingen kräver extra syre och därför får patienten andas in ren syrgas. Därefter injiceras ett snabbverkande narkosmedel samt muskelrelaxantium i infartskanylen. 
Behandlingen innebär att en elektrisk ström på cirka 0,8 A vid 450 V sänds genom patientens hjärna med hjälp av elektroder vilka anbringats på huvudet. Dock passerar endast cirka 1 procent av strömmen genom hjärnan då skallbenet har cirka 100 gånger högre impedans än huden. Strömmen framkallar ett epileptiskt anfall (paroxysmalt) av grand mal-typ och detta sägs förändra balansen i ett flertal signalsubstanser, bland annat serotonin, noradrenalin och dopamin, i hjärnan. Patienten är sövd under behandlingen och märker därför inte av det epileptiska anfallet. Narkosen är av lätt variant, då en djup narkos ger kortare och ineffektivare anfall. Även muskelavslappnande medel ges för att patienten inte skall få den muskelvärk som annars är vanlig vid generella krampanfall. Narkosens huvudsakliga syfte är att eliminera patientens obehag med muskelavslappningen.
ECT kallas emellanåt för "elchocker". Då behandlingen ges under narkos och muskelrelaxantium förekommer inte några "chocker"; benämningen "elchocker" är därför missvisande.
ECT kan ofta ge en snabbare och mera kraftfull effekt än antidepressiva läkemedel. I regel ges upp till tre elbehandlingar i veckan och totalt upp till 12 ECT-behandlingar ges regelbundet inom ramen för en behandlingsperiod. Forskning har visat att behandlingen leder till nybildning av celler i hippocampus.

### Biverkningar
De vanligaste biverkningarna av behandlingen är vanligtvis övergående minnesproblem (retrograd och anterograd amnesi), inlärningssvårigheter, huvudvärk, tillfällig förvirring, illamående och stelhet. Under den postiktala fasen, alltså omedelbart efter uppvaknandet efter ECT-behandlingen, kan patienten erfara medvetandestörningar och desorientering.
Behandlingens påverkan på minnesfunktionen kan leda till att dagarna går ihop och patienten senare inte kommer ihåg tidsperioden då den fick ECT-behandling. Å andra sidan är detta vanligt vid djupa depressioner, även om patienten inte har fått ECT-behandling. Depression i sig kan dock ge minnesproblem även utan ECT-behandling varför det är svårt att avgöra om minnesproblemen i form av retrograd amnesi är ett resultat av behandlingen. Det är möjligt att ECT på längre sikt kan förbättra minnet, men det saknas vetenskapliga studier.
I Sverige brukar elektroderna placeras på bara ena sidan av huvudet (unilateralt) istället för på båda sidorna (bilateralt). Minnesproblemen den första veckan blir då inte lika stora och nyttan blir densamma. Det har rapporterats om fall där minnet permanent allvarligt skadas efter behandling med ECT. Det är inte klarlagt vad som är grundorsaken till sådana fall.
Allvarliga minnesrubbningar är vanligare hos de patienter som fått ECT bilateralt än de patienter som behandlats unilateralt.
Det förekommer en kraftig underrapportering av ECT-behandlingar, enligt Socialstyrelsen, och en orsak befaras vara att fler än läkare får utföra behandlingen och om inte det utförs av läkare finns det heller inget krav på att rapportera biverkningar av behandlingen.

## Alternativa behandlingsformer
- Repetitiv transkraniell magnetstimulering (rTMS) kan användas som alternativ till ECT vid depressionsbehandling då ECT inte är önskvärt. rTMS lindrar i vissa fall symptomen av depressionen, men effekten är något sämre än ECT.[31]
- Djup transkraniell magnetstimulering (dTMS) utgör en vidareutveckling som är tänkt att kunna ge bättre effekt än rTMS. Evidensläget år 2015 var otillräckligt för att bedöma om effekten av dTMS med H-spole var bättre.[31] Inga allvarliga komplikationer eller biverkningar hade då rapporterats efter behandlingstillfällen med dTMS med H-spole.[31]

## Neurogenes
Man har upptäckt att ECT stimulerar nybildning av nervceller, så kallad neurogenes, i den del av hjärnan som benämns hippocampus. En enstaka ECT-behandling orsakar en trefaldig ökning av nervcellsnybildningen i hippocampus hos vuxna råttor.

## Debatten om ECT i Sverige
År 2006 visade SVT en dokumentär om elbehandling, Den deprimerade reportern. Uppdrag granskning uppmärksammade ECT-behandling under november 2009, där Janne Josefsson påstod att man under 15 års tid låtit bli att informera patienter för risk med permanent minnesförlust. Socialstyrelsen och ansvariga för broschyrerna anklagades för att medvetet ha fört patienterna bakom ljuset. År 2011 startades ett nationellt kvalitetsregister för ECT. Registret används för kvalitetssäkring och forskning. År 2013 ECT-behandlades 41 personer per 100 000 invånare. År 1975 var motsvarande siffra 42 personer per 100 000 invånare.

## Inom populärkulturen
ECT har vid upprepade tillfällen skildrats i populärkulturen. ECT visas bland annat i filmen Gökboet. Ett liknande scenario visas i Requiem for a Dream. Sången "Electric Co" av den irländska gruppen U2 reflekterar över ECT och skrevs efter att en nära vän behandlats. Linda Boström Knausgård skildrar i sin roman Oktoberbarn sina erfarenheter av ECT-behandling när hon var tvångsinlagd för sin bipolära sjukdom.
I populärkultur och litteratur ges ECT vid psykoser och som bestraffning för aggressivitet. I verkligheten ges dock ECT numera främst vid djupa depressioner.
I en scen i Maud Nycanders dokumentär Sluten avdelning visas hur en man får ECT-behandling på S:t Görans sjukhus i Stockholm.
I avsnittet "Marine One" i TV-serien Homelands första säsong genomgår Carrie Mathison (spelad av Claire Danes) ECT-behandling.
Den amerikanska psykologen och författaren Martha Manning skildrar i boken Underströmmar bland annat sin egen behandling med ECT.